# Remontoir (personnage)
Pour le mécanisme d'horlogerie, voir Remontoir.
Remontoir est un personnage du cycle des Inhibiteurs d’Alastair Reynolds. Il apparait dans les deux derniers ouvrages de la saga : L'Arche de la rédemption et Le Gouffre de l'absolution. Ami de Galiana et Clavain, Remontoir est un conjoineur.

## Mars
Tout comme Clavain, Remontoir rencontre Galiana lors des premières expérience de cette dernière sur Mars, pendant le conflit opposant la faction naissance des conjoineurs à la Ligue de la Pureté Neurale. Comme ses deux amis, Remontoir est donc un conjoineur de la première heure, et comme Clavain ses talents militaires contribueront à la défense et au développement du Nid Maternel.
Alors que Clavain refusera les plans de Skade, visant à évacuer les conjoineurs face à la menace Inhibiteurs sans tenir compte du reste de l’Humanité, Remontoir mettra plus de temps à admettre que la trahison n’est pas du côté de son vieil ami mais de la nouvelle conjoineur aux dents longues. Il continuera quelque temps à obéir au ordre, puis se rendant compte des bonnes intentions de Clavain et faisant confiance à ce dernier, Remontoir quittera également les forces de Skade.

## Trahison
Pour ce faire, il s’arrangera pour être envoyé en mission de récupération de Clavain dans le système de Yellowstone. Il compte alors retrouver Clavain et organiser la suite des évènements. Dans ses recherches de Clavain, il est accompagné par Scorpio alors fait prisonnier par les conjoineurs. Ce dernier, originaire de Chasm City et connaissant le système circum-planétaire de Yellowstone est censé faciliter les recherches par ses contacts. Remontoir et Scorpio, sous les noms de Mr Tic-Tac et Mr Porcky, visitent alors le carrousel de New Copenhagen, dans la Ceinture de Rouille de Yellowstone. Ils y rencontrent Xavier Liu et Antoinette Bax qui viennent d’aider Clavain à se livrer aux autorités Démarchistes.
Alors que Remontoir et Scorpio ainsi que Xavier et Antoinette descendent vers la planète à la suite de Clavain, leur vaisseau est intercepté par un membre de la milice de la Convention de Ferristown. Ce dernier ayant une dent contre Antoinette et Xavier, une séance de torture en bonnes et dues formes menace les quatre passagers. Xavier et Remontoir sont blessés ainsi que Scorpio, qui parvient tout de même à donner le change suffisamment longtemps pour protéger Antoinette.
Remontoir et ses compagnons sont sauvés par les hommes de “H” et emmenés dans la Mouise, où ils retrouvent Clavain. Ce dernier embarque Remontoir parmi son équipage, même si la confiance n’est pas immédiatement rétablie entre les deux hommes. En effet, Remontoir avait dans un premier temps décidé de rester aux côtés de Skade.
À bord du gobe-lumen baptisé Lumière Zodiacale par Scorpio et dirigé par Clavain, Remontoir se dirige vers Resurgam.

## Autour de Resurgam
Alors que Clavain et ses troupes abordent le Spleen de l'Infini en orbite autour de Resurgam, le commandement du Lumière Zodiacale est laissé à Remontoir. Ce gobe-lumen est coupé en deux par une des armes de classe infernale par Ilia Volyova. Remontoir et l’équipage restant survivent malgré tout.
Remontoir ainsi que Ana Khouri et Thorn décident de rester dans le système de Resurgam, afin de percer les mystères d’Hadès, l’étoile à neutrons et matrice computationelle dont les secrets pourraient se révéler de précieux atouts dans la résistance aux Inhibiteurs.
Après la naissance d’Aura, les forces de Remontoir aidés Skade, dans une alliance de circonstance, parviennent à ralentir plus efficacement les Loups. Le Lumière Zodiacale s’est alors auto-réparé, Remontoir et son équipage peuvent alors rejoindre comme convenu Clavain et les réfugiés sur Ararat. Malheureusement les Loups sont toujours à leur poursuite, et les nouvelles armes ne permettent pas plus qu’une résistance.

## Défense d’Ararat
En orbite autour de la planète refuge de l’arche de Clavain, un combat entre les conjoineurs, dont les forces d’Ararat, et les Loups s’engage. Remontoir laisse alors Ana Khouri a rejoindre la surface de la planète afin de retrouver Aura, alors captive de Skade. Les hommes de la faction conjoineur de Skade se tournent alors vers Remontoir, seule figure historique restante et stratège.
Remontoir refuse de les aider, préférant rester concentrer sur la protection de ses amis. Il descend alors également vers la surface avec une navette équipée des nouvelles armes hypométriques. Les forces de Skade tentent d’empêcher Remontoir de faire sa rentrée dans l’atmosphère, et ainsi risquer d’attirer l’attention des Inhibiteurs sur Ararat. Remontoir dissuade ses autres conjoineurs de lui barrer la route, aux moyens des nouvelles armes.
Par la suite, Remontoir est effectivement pris en chasse par un essaim de Loups. Au moyens d’armes “données” par Aura, notamment les mines ballon, il parvient à leur échapper un temps. Sa situation se complique avec les Loups se rapprochant de plus en plus. Il parvient finalement à rejoindre Ararat grâce aux anciens hommes de Skade qui, comprenant qu’ils ne pourraient lui faire changer d’avis, préfèrent le protéger plutôt que faire le jeu des Inhibiteurs en leur laissant l’atout qu’est Remontoir.
Grâce à cette intervention, Remontoir peut ainsi venir en aide à l’équipe de Scorpio, sortant de l’épave du vaisseau de Skade. Clavain venant de mourir, les Loups choisissent ce moment pour les menacer alors qu’ils viennent juste de sauver Aura. Grâce à ses mines ballon, Remontoir réussit à disperser les nuées de machines. Remontoir ayant accompli ce sauvetage, il retourne en orbite maintenir les forces humaines.
Lors de l’échappée du Capitaine-Spleen de l'Infini, c’est encore Remontoir qui vient à leur rescousse afin que le gobe-lumen puisse traverser les dangers Inhibiteurs. Remontoir retrouve alors en orbite son ami porcko Scorpio, qui lui apprend la mort de Clavain. Mr Porcky (Scorpio) et Mr Tic-Tac (Remontoir) convient des échanges entre armes de classe infernale et les nouvelles technologies offertes par Aura. Ainsi équipés, le Spleen de l’Infini va poursuivre son évacuation, toujours protégé par Remontoir. Ce dernier dit adieu à Scorpio car il sait que les Loups ne sont pas prêts à abandonner leur mission, après avoir confié au vieux porcko qu’il se pensait observé …